# 사천 와룡동사지
사천 와룡동사지(泗川 臥龍洞寺址)는 경상남도 사천시 와룡동, 와룡산의 와룡골 안에 있는 옛 절터이다. 1997년 12월 31일 경상남도의 기념물 제179호로 지정되었다.

## 개요
사천와룡동사지는 와룡산의 와룡골 안에 있는 옛 절터이다.
불교사에는 와룡사의 이름이 없고 와룡사의 후신으로 전하는 옥정사도 기재되어 있지 않으나 불교사 외의 역사문헌 『경남도지』, 『진양지』, 『동성승람』, 『와룡산기』에는 많은 암자 이름과 함께 와룡사, 백천사, 전선사, 흥보사가 와룡산에 있었다고 기록하고 있다. 이들 절은 고려말까지 번성하였다가 조선 때 배불숭유 정책으로 점차 쇠퇴하였고 명맥을 유지하여 오던 백천골의 백천사마저 임진왜란 때 불탔다고 전한다.
현재 이곳은 주택과 논으로 변하였으나 주춧돌과 축대의 일부가 남아 있으며, 주변에서 기와조각이 출토되고 있다.

## 참고 문헌
- 사천와룡동사지 - 국가유산청 국가유산포털